# Bundestagswahlkreis Bochum I
Der Bundestagswahlkreis Bochum I (Wahlkreis 139; bis zur Bundestagswahl 2021 Wahlkreis 140) liegt in Nordrhein-Westfalen und umfasst die Stadtbezirke Mitte, Wattenscheid, Süd und Südwest der kreisfreien Stadt Bochum. Der Wahlkreis, dessen Zuschnitt sich in der Vergangenheit mehrfach änderte, gilt seit den 1960er Jahren als eine sichere Hochburg der SPD.

## Wahlkreisgeschichte
| Wahl      | Wahlkreisname | Gebiet |
| --------- | ------------- | --- |
| 1949      | 59 Bochum     | Bochum |
| 1953–1961 | 118 Bochum    | Bochum |
| 1965–1976 | 117 Bochum    | Von Bochum die Stadtteile Innenstadt, Hamme, Hordel, Hofstede, Riemke, Wiemelhausen, Weitmar, Linden-Dahlhausen und der westliche Teil von Querenburg |
| 1980–1998 | 110 Bochum I  | Von Bochum die Stadtbezirke Mitte, Wattenscheid und Südwest                                                                                           |
| 2002–2009 | 141 Bochum I  | Von Bochum die Stadtbezirke Mitte, Wattenscheid, Süd und Südwest                                                                                      |
| 2013–2021 | 140 Bochum I  | Von Bochum die Stadtbezirke Mitte, Wattenscheid, Süd und Südwest                                                                                      |
| 2025–     | 139 Bochum I  | Von Bochum die Stadtbezirke Mitte, Wattenscheid, Süd und Südwest                                                                                      |

## Wahlkreisabgeordnete
| Wahl | Abgeordneter | Abgeordneter     | Partei | Stimmen in % |
| ---- | ------------ | ---------------- | ------ | ------------ |
| 1949 |              | Erich Ollenhauer | SPD    | 39,1         |
| 1953 |              | Franzjosef Müser | CDU    | 45,0         |
| 1957 | 47,2         | Franzjosef Müser | CDU    |              |
| 1961 |              | Heinrich Deist   | SPD    | 50,6         |
| 1965 |              | Karl Liedtke     | SPD    | 55,2         |
| 1969 | 59,1         | Karl Liedtke     | SPD    |              |
| 1972 | 64,0         | Karl Liedtke     | SPD    |              |
| 1976 | 59,4         | Karl Liedtke     | SPD    |              |
| 1980 | 59,9         | Karl Liedtke     | SPD    |              |
| 1983 | 56,7         | Karl Liedtke     | SPD    |              |
| 1987 |              | Klaus Hasenfratz | SPD    | 56,8         |
| 1990 | 54,5         | Klaus Hasenfratz | SPD    |              |
| 1994 | 55,7         | Klaus Hasenfratz | SPD    |              |
| 1998 | 60,7         | Klaus Hasenfratz | SPD    |              |
| 2002 |              | Axel Schäfer     | SPD    | 57,0         |
| 2005 | 55,7         | Axel Schäfer     | SPD    |              |
| 2009 | 43,3         | Axel Schäfer     | SPD    |              |
| 2013 | 44,2         | Axel Schäfer     | SPD    |              |
| 2017 | 37,2         | Axel Schäfer     | SPD    |              |
| 2021 | 38,3         | Axel Schäfer     | SPD    |              |
| 2025 |              | Serdar Yüksel    | SPD    | 32,7         |

## Wahlergebnisse

### Bundestagswahl 2025
| Kandidaten                                             | Kandidaten                   | Parteien/Listen       | Erststimmen | Erststimmen | Zweitstimmen | Zweitstimmen |
| Kandidaten                                             | Kandidaten                   | Parteien/Listen       | Stimmen     | %           | Stimmen      | %            |
| ------------------------------------------------------ | ---------------------------- | --------------------- | ----------- | ----------- | ------------ | ------------ |
|                                                        | Serdar Yükselgewählt im WK   | SPD                   | 53.007      | 32,7        | 39.364       | 24,2         |
|                                                        | Fee Roth                     | CDU                   | 39.925      | 24,6        | 38.257       | 23,5         |
|                                                        | Max Lucks                    | Bündnis 90/Die Grünen | 22.181      | 13,7        | 24.221       | 14,9         |
|                                                        | Léon Beck                    | FDP                   | 4.680       | 2,9         | 5.941        | 3,7          |
|                                                        | Knuth Meyer-Soltau           | AfD                   | 22.797      | 14,1        | 22.483       | 13,8         |
|                                                        | Cansın Köktürk               | Die Linke             | 15.273      | 9,4         | 19.653       | 12,1         |
|                                                        | –                            | Freie Wähler          | –           | –           | 477          | 0,3          |
|                                                        | –                            | Tierschutzpartei      | –           | –           | 2.158        | 1,3          |
|                                                        | –                            | dieBasis              | –           | –           | 251          | 0,2          |
|                                                        | Lena Maria Christina Bormann | Die PARTEI            | 2.795       | 1,7         | 1.078        | 0,7          |
|                                                        | –                            | Todenhöfer            | –           | –           | 339          | 0,2          |
|                                                        | –                            | Volt                  | –           | –           | 1.172        | 0,7          |
|                                                        | Anna Schmit                  | MLPD                  | 420         | 0,3         | 132          | 0,1          |
|                                                        | –                            | PdF                   | –           | –           | 269          | 0,2          |
|                                                        | Nicole Marie-Luise Scheer    | Bündnis Deutschland   | 1.050       | 0,6         | 322          | 0,2          |
|                                                        | –                            | BSW                   | –           | –           | 6.374        | 3,9          |
|                                                        | –                            | MERA25                | –           | –           | 71           | 0,0          |
|                                                        | –                            | WerteUnion            | –           | –           | 69           | 0,0          |
| Gesamt                                                 | Gesamt                       | Gesamt                | 162.128     | 100         | 162.631      | 100          |
|                                                        |                              |                       |             |             |              |              |
| Ungültige Stimmen                                      | Ungültige Stimmen            | Ungültige Stimmen     | 1.377       | 0,8         | 874          | 0,5          |
| Wähler                                                 | Wähler                       | Wähler                | 163.505     | 81,7        | 163.505      | 81,7         |
| Wahlberechtigte                                        | Wahlberechtigte              | Wahlberechtigte       | 200.128     |             | 200.128      |              |
|                                                        |                              |                       |             |             |              |              |
| Quellen: Die Bundeswahlleiterin, Kandidaten – Ergebnis |                              |                       |             |             |              |              |

### Bundestagswahl 2021
| Kandidaten                                            | Kandidaten                | Parteien/Listen      | Erststimmen | Erststimmen | Zweitstimmen | Zweitstimmen |
| Kandidaten                                            | Kandidaten                | Parteien/Listen      | Stimmen     | %           | Stimmen      | %            |
| ----------------------------------------------------- | ------------------------- | -------------------- | ----------- | ----------- | ------------ | ------------ |
|                                                       | Fabian Schütz             | CDU                  | 32.962      | 21,7        | 29.811       | 19,4         |
|                                                       | Axel Schäfergewählt im WK | SPD                  | 58.235      | 38,3        | 50.162       | 32,7         |
|                                                       | Olaf in der Beek          | FDP                  | 13.657      | 9,0         | 14.583       | 9,5          |
|                                                       | –                         | AfD                  | –           | –           | 10.232       | 6,7          |
|                                                       | Max Lucks                 | GRÜNE                | 28.288      | 18,6        | 30.795       | 20,1         |
|                                                       | Sevim Dağdelen            | DIE LINKE            | 9.361       | 6,2         | 8.225        | 5,4          |
|                                                       | Lena Bormann              | Die PARTEI           | 4.700       | 3,1         | 1.914        | 1,2          |
|                                                       | –                         | Tierschutzpartei     | –           | –           | 2.079        | 1,4          |
|                                                       | –                         | PIRATEN              | –           | –           | 531          | 0,3          |
|                                                       | –                         | FREIE WÄHLER         | –           | –           | 636          | 0,4          |
|                                                       | –                         | NPD                  | –           | –           | 205          | 0,1          |
|                                                       | –                         | ÖDP                  | –           | –           | 135          | 0,1          |
|                                                       | –                         | V-Partei³            | –           | –           | 121          | 0,1          |
|                                                       | –                         | Gesundheitsforschung | –           | –           | 195          | 0,1          |
|                                                       | Anna Vöhringer            | MLPD                 | 530         | 0,3         | 100          | 0,1          |
|                                                       | Yan Ugodnikov             | Die Humanisten       | 488         | 0,3         | 189          | 0,1          |
|                                                       | –                         | DKP                  | –           | –           | 59           | 0,0          |
|                                                       | –                         | SGP                  | –           | –           | 12           | 0,0          |
|                                                       | Andreas Triebel           | dieBasis             | 3.846       | 2,5         | 1.222        | 0,8          |
|                                                       | –                         | Bündnis C            | –           | –           | 90           | 0,1          |
|                                                       | –                         | du.                  | –           | –           | 82           | 0,1          |
|                                                       | –                         | LIEBE                | –           | –           | 177          | 0,1          |
|                                                       | –                         | LKR                  | –           | –           | 46           | 0,0          |
|                                                       | –                         | PdF                  | –           | –           | 39           | 0,0          |
|                                                       | –                         | LfK                  | –           | –           | 126          | 0,1          |
|                                                       | –                         | Team Todenhöfer      | –           | –           | 1.303        | 0,8          |
|                                                       | –                         | Volt                 | –           | –           | 519          | 0,3          |
| Gesamt                                                | Gesamt                    | Gesamt               | 152.067     | 100         | 153.588      | 100          |
|                                                       |                           |                      |             |             |              |              |
| Ungültige Stimmen                                     | Ungültige Stimmen         | Ungültige Stimmen    | 2.624       | 1,7         | 1.103        | 0,7          |
| Wähler                                                | Wähler                    | Wähler               | 154.691     | 76,4        | 154.691      | 76,4         |
| Wahlberechtigte                                       | Wahlberechtigte           | Wahlberechtigte      | 202.393     |             | 202.393      |              |
|                                                       |                           |                      |             |             |              |              |
| Quellen: Die Bundeswahlleiterin, Kandidaten – Stimmen |                           |                      |             |             |              |              |

### Bundestagswahl 2017
| Direktkandidat    | Partei   | Erststimmen in % | Zweitstimmen in % |
| ----------------- | -------- | ---------------- | ----------------- |
| Christian Haardt  | CDU      | 28,2             | 25,4              |
| Axel Schäfer      | SPD      | 37,2             | 29,7              |
| Frithjof Schmidt  | GRÜNE    | 7,7              | 8,9               |
| Sevim Dağdelen    | LINKE    | 10,0             | 10,3              |
| Olaf in der Beek  | FDP      | 7,0              | 11,2              |
| Wolf-Dieter Liese | AfD      | 9,5              | 9,8               |
| Klaus Leymann     | MLPD     | 0,3              | 0,1               |
|                   | Sonstige | —                | 4,6               |

### Bundestagswahl 2013
| Direktkandidat    | Partei   | Erststimmen in % | Zweitstimmen in % |
| ----------------- | -------- | ---------------- | ----------------- |
| Norbert Lammert   | CDU      | 35,6             | 30,5              |
| Axel Schäfer      | SPD      | 44,2             | 38,6              |
| Dennis Rademacher | FDP      | 1,4              | 3,9               |
| Frithjof Schmidt  | GRÜNE    | 6,8              | 9,6               |
| Sevim Dağdelen    | LINKE    | 6,8              | 7,9               |
| Christina Worm    | PIRATEN  | 3,0              | 2,6               |
| Claus Cremer      | NPD      | 1,9              | 1,3               |
| Vesna Buljevic    | MLPD     | 0,2              | 0,1               |
| -                 | AfD      | 0,0              | 3,8               |
|                   | Sonstige | —                | 5,3               |

### Bundestagswahl 2009
| Direktkandidat   | Partei   | Erststimmen | Zweitstimmen |
| ---------------- | -------- | ----------- | ------------ |
| Axel Schäfer     | SPD      | 43,31 %     | 36,28 %      |
| Norbert Lammert  | CDU      | 30,95 %     | 24,81 %      |
| Markus Selzener  | FDP      | 5,65 %      | 10,77 %      |
| Frithjof Schmidt | GRÜNE    | 8,41 %      | 11,89 %      |
| Sevim Dağdelen   | LINKE    | 9,7 %       | 10,8 %       |
| Claus Cremer     | NPD      | 1,49 %      | 1,18 %       |
| Sonstige         | Sonstige | 0,5 %       | 4,3 %        |